# Raphiocarpus asper
Raphiocarpus asper är en tvåhjärtbladig växtart som först beskrevs av Emmanuel Drake del Castillo, och fick sitt nu gällande namn av Brian Laurence Burtt. Raphiocarpus asper ingår i släktet Raphiocarpus och familjen Gesneriaceae. Inga underarter finns listade i Catalogue of Life.